# 特溫福爾斯縣
特溫福爾斯縣（英語：Twin Falls County）是美国爱达荷州南部的一個縣，南鄰内华达州，面積4,995平方公里。根據2020年美國人口普查，共有人口90,046人（2022年估計為93,696人）。縣治特溫福爾斯（Twin Falls）。該縣成立於1907年2月21日。縣名來自斯內克河上的一道瀑布。